# Five Zero
Five Zero è un album discografico del gruppo musicale rock olandese Golden Earrings, pubblicato nel 2017 dalla Universal Music.

## Il disco
Il disco segna l'atto conclusivo della band, discioltasi poi nel 2021.

## Tracce

### LP
Lato A
1. Intro Five Zero – 3:08
2. Black Home – 3:49
3. Just Like Vince Taylor – 3:52
4. Future – 7:22
5. Here Comes the Man – 4:41
6. Another 45 Miles – 3:17
7. Heartbeat – 3:45
8. Rinus On Bass – 7:32
9. Caesar on Drums – 2:36

## Formazione
- Barry Hay - voce, chitarra, flauto
- George Kooymans - chitarra
- Marinus Rinus Gerritsen - basso
- Jaap Eggermont - batteria